# دهستان اسیر
دهستان اسیر نام دهستانی در بخش اسیر شهرستان مهر، استان فارس در ایران است. براساس سرشماری مرکز آمار ایران در سال ۱۳۸۵، جمعیت آن ۸۵۵۳ نفر (۱۷۵۸ خانوار) بوده‌است.